# Adeccoligaen 2010
Die Adeccoligaen 2010 war die insgesamt 48. Spielzeit der zweithöchsten norwegischen Fußballliga und die sechste unter dem Namen Adeccoligaen. Die Saison begann am 5. April 2010 und endete am 7. November 2010.
Meister Sogndal Fotball und der Zweite Sarpsborg 08 FF stiegen direkt in die Tippeligaen auf. Die Mannschaften auf den Plätzen drei bis fünf spielten mit dem Vierzehnten der Tippeligaen 2010 den dritten Aufsteiger aus.
Vier Mannschaften mussten die Liga verlassen: Follo Fotball, Tromsdalen UIL und Moss FK stiegen in die Fair-Play-Liga ab. Lyn Oslo wurde nach dem Konkurs in die siebte Liga versetzt.

## Mannschaften
| Team                 | Spielort      |
| -------------------- | ------------- |
| Alta IF              | Alta          |
| FK Bodø/Glimt        | Bodø          |
| Bryne FK             | Bryne         |
| Follo Fotball        | Ski           |
| Fredrikstad FK       | Fredrikstad   |
| Løv-Ham Fotball      | Bergen        |
| Lyn Oslo             | Oslo          |
| Mjøndalen IF         | Mjøndalen     |
| Moss FK              | Moss          |
| Nybergsund IL-Trysil | Nybergsund    |
| Ranheim Fotball      | Ranheim       |
| Sandnes Ulf          | Sandnes       |
| Sarpsborg 08 FF      | Sarpsborg     |
| Sogndal Fotball      | Sogndalsfjøra |
| Strømmen IF          | Strømmen      |
| Tromsdalen UIL       | Tromsø        |

## Abschlusstabelle
| Pl. | Verein               | Sp. | S  | U | N  | Tore    | Diff. | Punkte |
| --- | -------------------- | --- | -- | - | -- | ------- | ----- | ------ |
| 1.  | Sogndal Fotball      | 28  | 17 | 5 | 6  | 051:280 | +23   | 56     |
| 2.  | Sarpsborg 08 FF      | 28  | 16 | 6 | 6  | 054:360 | +18   | 54     |
| 3.  | Fredrikstad FK (A)   | 28  | 14 | 8 | 6  | 053:370 | +16   | 50     |
| 4.  | Løv-Ham Fotball      | 28  | 13 | 4 | 11 | 046:380 | +8    | 43     |
| 5.  | Ranheim Fotball (N)  | 28  | 12 | 7 | 9  | 037:380 | −1    | 43     |
| 6.  | FK Bodø/Glimt (A)    | 28  | 12 | 6 | 10 | 041:290 | +12   | 42     |
| 7.  | Strømmen IF (N)      | 28  | 12 | 4 | 12 | 043:420 | +1    | 40     |
| 8.  | Alta IF              | 28  | 10 | 6 | 12 | 041:510 | −10   | 36     |
| 9.  | Bryne FK             | 28  | 10 | 5 | 13 | 057:520 | +5    | 35     |
| 10. | Mjøndalen IF         | 28  | 10 | 5 | 13 | 041:490 | −8    | 35     |
| 11. | Nybergsund IL-Trysil | 28  | 9  | 8 | 11 | 038:470 | −9    | 35     |
| 12. | Follo Fotball (N) 1  | 28  | 8  | 8 | 12 | 035:530 | −18   | 32     |
| 13. | Sandnes Ulf (N)      | 28  | 8  | 7 | 13 | 033:400 | −7    | 31     |
| 14. | Tromsdalen UIL       | 28  | 8  | 4 | 16 | 033:500 | −17   | 28     |
| 15. | Moss FK              | 28  | 7  | 5 | 16 | 032:560 | −24   | 26     |
| 16. | Lyn Oslo (A) 2       | 0   | 0  | 0 | 0  | 000:000 | ±0    | 0      |

Platzierungskriterien: 1. Punkte – 2. Tordifferenz – 3. geschossene Tore

| (A) | Absteiger aus der Tippeligaen 2009     |
| (N) | Aufsteiger aus der Fair-Play-Liga 2009 |

## Aufstiegsrunde
Die Mannschaften auf den Plätzen drei bis fünf sowie der Vierzehnte der Tippeliga qualifizierten sich für die Aufstiegsrunde, die im K.-o.-System ausgetragen wurde. Der Sieger spielte in der Tippeliga 2011.

### Halbfinale
| Datum      |                | Ergebnis  |                 |
| ---------- | -------------- | --------- | --------------- |
| 12.11.2010 | Fredrikstad FK | 2:0       | Løv-Ham Fotball |
| 14.11.2010 | Hønefoss BK    | 2:1 n. V. | Ranheim Fotball |

### Finale
|             | Gesamt |                | Hinspiel | Rückspiel |
| ----------- | ------ | -------------- | -------- | --------- |
| Hønefoss BK | 1:8    | Fredrikstad FK | 1:4      | 0:4       |

Die Spiele fanden am 21. und 25. November 2010 statt. Damit ist Hønefoss BK nach nur einem Jahr wieder abgestiegen. Fredrikstad FK schaffte den direkten Wiederaufstieg.